# Azid chlorný
Azid chlorný (ClN3) je anorganická sloučenina, objevená v roce 1908 Friedrichem Raschigovem.
Koncentrovaný ClN3 je nestabilní a může samovolně detonovat při jakékoliv teplotě.

## Příprava a manipulace
Azid chlorný se připravuje průchodem plynného chlóru přes azid stříbrný, nebo přidáním kyseliny octové do roztoku chlornanu sodného a azidu sodného.

## Výbušné vlastnosti
Azid chlorný je velmi citlivý. Může explodovat, někdy i bez zjevné manipulace; je tedy příliš citlivý, než aby byl použit komerčně, pokud není nejprve zředěn v roztoku. Azid chlorný reaguje explozivně se sloučeninami jako 1,3-butadien, ethan, ethen, methan, propan, fosfor, azid stříbrný, a sodík. Při kontaktu s kyselinami se azid chlorný rozkládá, přičemž vzniká toxický a žíravý chlorovodík.

## Regulační informace
Jeho přeprava je přísně regulována.